# Hylcalosia hymaenei
Hylcalosia hymaenei är en stekelart som beskrevs av Sergey A. Belokobylskij 1992. Hylcalosia hymaenei ingår i släktet Hylcalosia och familjen bracksteklar. Inga underarter finns listade i Catalogue of Life.